# Соперничество клубов КХЛ
Так как Континентальная хоккейная лига (КХЛ) появилась сравнительно недавно, то многие дерби клубов КХЛ достались ей по наследству от чемпионатов СССР и российской Суперлиги, в то время как другие ещё не успели стать традиционными и могут в дальнейшем исчезнуть. В большинстве случаев соперничество клубов КХЛ имеют географические названия, в то время как другие называются по названиям команд или спортивных обществ, к которым эти команды принадлежали в Советском Союзе. Не все команды КХЛ имеют ярко выраженные соперничества, которые не меняются с каждым сезоном, поэтому в данной статье упоминаются только те дерби, которые длятся несколько лет.

## Географические соперничество

### Столичные дерби
- ХК ЦСКА против ХК «Спартак» Москва]][1]
- ХК «Спартак» Москва против ХК «Динамо» Москва[2]
- ХК «Динамо» Москва против ХК ЦСКА[3]

Соперничество трёх хоккейных клубов Москвы (ХК ЦСКА, ХК «Спартак» и ХК «Динамо») являются наиболее известными дерби в российском хоккее и имеют самую длинную историю. Эти команды соперничали с друг с другом ещё в первом чемпионате СССР по хоккею с шайбой в 1946—1947 годах, уже тогда привлекая большое внимание прессы и болельщиков. Важность столичных дерби показывает тот факт, что долгое время в спортивной прессе СССР существовала традиция определять неформального чемпиона Москвы, при этом во внимание принимались только матчи московских команд с друг другом. Помимо трёх уже названных команд существовала и четвёртая, «Крылья Советов». Но «Крылышки» никогда не могли сравниться с земляками ни по количеству титулов, ни по количеству болельщиков, к тому же их соперничество с другими московскими командами прекратилось ещё в 2003 году, когда команда во второй и последний раз выбыла из Суперлиги, а позже и вовсе прекратила своё существование как профессиональный клуб.
В 1990-х—2000-х годах московские хоккейные клубы, в первую очередь, ЦСКА и «Спартак», переживали не лучшие времена. Так, если «Динамо» после развала СССР 6 раз становилось чемпионом страны и трижды занимало второе место, то некогда постоянные чемпионы СССР армейцы свои последние медали выиграли в 1992 году, став серебряным призёром последнего союзного первенства, а красно-белые после третьего места по итогам сезона 1991/1992 не смогли ни разу добиться хоть-каких успехов. Всё это привело к снижению интереса московских болельщиков к хоккею вообще и к столичным дерби в частности. Не может исправить ситуацию даже то, что многочисленное движение фанатов футбольного «Спартака» оказывает поддержку родственной хоккейной команде. В последнее время в связи успехами молодёжных команд «Красная армия» (ХК ЦСКА) и МХК «Спартак» в турнирах Молодёжной хоккейной лиге вырос интерес к их противостоянию.

### Подмосковное дерби
- «Атлант» (Московская область) против «Витязь» (Чехов)

Раньше в Московской области было несколько команд, выступавших в элите российского хоккея. Помимо мытищинского «Атланта» и чеховского «Витязя» это также были воскресенский «Химик», «Кристалл» из Электростали и ХК МВД, базировавшийся в том числе в Подольске и Балашихе. Но «Кристалл» покинул российскую хоккейную Суперлигу ещё в 2000 году, «Химик» из-за финансовых проблем перестал участвовать в турнире КХЛ после 2009 года, а клуб МВД в 2010 году объединился с московским «Динамо». Ныне в Подмосковье осталось два клуба высшего уровня, соперничество которых друг с другом уже приобрело характер дерби.
- ХК «Химик» (Воскресенск) против ХК «Атлант» (Московская область)

Клуб «Атлант» из города Мытищи ранее располагался в другом подмосковном городе, Воскресенске, и назывался «Химик». Эта команда была создана ещё в 1953 году. За свою историю воскресенский «Химик» один раз был серебряным призёром всесоюзного чемпионата и четыре раза выигрывал бронзовые медали. После развала СССР команда переживала нелёгкие времена и в октябре 2005 года новый владелец клуба, правительство Московской области, перевело команду в более крупный город, Мытищи. При этом в Воскресенске была создана новая команда с прежним названием «Химик», которая через два года вернулась в высший эшелон российского хоккея, но ненадолго, вскоре став банкротом. Большинство поклонников «Химика» не приняли переезда своей команды. Это противостояние, получившее название по цветам обеих команд «жёлто-синее дерби», ныне существует только в Молодёжной хоккейной лиге.

### Дерби двух столиц
- ХК «Динамо» (Москва) против СКА (Санкт-Петербург)

Соперничество между Москвой и Санкт-Петербургом началось почти сразу после основания Санкт-Петербурга и потери Москвой статуса столицы России в пользу Санкт-Петербурга. Со временем это соперничество было перенесено и на спортивные поля и площадки. В КХЛ наиболее принципиальным стало соперничество СКА (Санкт-Петербург) против Динамо, ЦСКА и Спартака.

### Татарстанское дерби
- ХК «Ак Барс» (Казань) против ХК «Нефтехимик» (Нижнекамск)

Хотя клубы представляющие республику Татарстан в КХЛ трудно сравнить по достижениям, целям и бюджету, всё же соперничество между ними вызывает особое внимание у игроков и болельщиков.

### Уральские дерби
- «Трактор» (Челябинск) против «Металлурга» (Магнитогорск)
- «Трактор» (Челябинск) против «Автомобилиста» (Екатеринбург)
- «Автомобилист» (Екатеринбург) против «Металлурга» (Магнитогорск)

Традиционно высокий интерес у местных болельщиков вызывают матчи уральских команд КХЛ «Трактор» (Челябинск), «Металлург» (Магнитогорск) и «Автомобилист» (Екатеринбург)  друг с другом.

### Сибирское дерби
- ХК «Сибирь» (Новосибирск) против «Авангарда» (Омск)

Соперничество между сибирскими клубами берёт начало ещё в советские годы, когда ХК «Сибирь» (Новосибирская область), ХК «Авангард» (Омск) встречались друг с другом в матчах первой и высшей советских лигах.

### Волжские дерби
- «Локомотив» (Ярославль) против «Торпедо» (Нижний Новгород)
- «Торпедо» (Нижний Новгород) против ХК «Ак Барс» (Казань)
- ХК «Лада» (Тольятти) против «Локомотива» (Ярославль)
- ХК «Лада» (Тольятти) против ХК «Ак Барс» * ХК «Лада» (Тольятти) против «Торпедо» (Нижний Новгород)

### Дальневосточное дерби
- «Амур» (Хабаровск) против «Адмирала» (Владивосток)

Вступление ХК «Адмирал» повысил интерес к хоккею во всей дальневосточной части России, в свете чего противостояние двух команд с Дальнего Востока имеет принципиальное значение для обеих команд.

## Другие дерби

### Зелёное дерби
- ХК «Ак Барс» (Казань) против ХК «Салават Юлаев» (Уфа)

Своё название противостояние получило из-за форм зелёного цвета. История противостояния двух клубов показывает, что независимо от статуса матча победа во встрече принципиальна для каждой команды. Казанский «Ак Барс» и уфимский «Салават Юлаев» являются первыми клубами, выигравшими Кубок Гагарина.

### Армейское дерби
- ХК ЦСКА против СКА (Санкт-Петербург)

### Динамовское дерби
- ХК Динамо (Москва) против ХК «Динамо» (Минск)
- ХК «Динамо» (Минск) против ХК «Динамо» (Рига)
- ХК «Динамо» (Москва) против ХК «Динамо» (Рига)

Команды «Динамо» из Москвы, Минска и Риги в советские времена принадлежали одной и той же организации — физкультурно-спортивному обществу «Динамо». Это накладывало особый отпечаток на их матчи друг с другом, хотя динамовские дерби никогда не привлекали такого внимания как, к примеру, соперничество московских клубов. Даже теперь, когда эти клубы оказались в разных странах и связаны только членством в КХЛ, их матчи друг с другом всё же вызывают особое внимание. Особенно остро соперничество минского и рижского «Динамо».

### Металлургическое дерби
- ХК «Металлург» (Магнитогорск) против ХК «Металлург» (Новокузнецк)[30]

### Соперничество в плей-офф
- ХК «Авангард» против ХК «Металлург» (Магнитогорск)

Две команды, входившие в число лучших в эру российской Суперлиги, по-прежнему считаются «грандами» и их матчи друг с другом привлекают особое внимание.
- ХК «Северсталь» против ХК «Атлант» (Московская область)
- ХК СКА (Санкт-Петербург) против ХК «Атлант» (Московская область)
- ХК «Ак Барс» (Казань) против ХК «Трактор» (Челябинск)
- ХК «Ак Барс» (Казань) против ХК «Металлург» (Магнитогорск)
- ХК «Салават Юлаев» (Уфа) против ХК «Металлург» (Магнитогорск)
- ХК «Локомотив» (Ярославль) против ХК «Атлант» (Московская область)

### Кошачье дерби
- ХК «Барыс» (Астана) против ХК «Ак Барс» (Казань)

Название соперничества происходит от названия команд.

### Автозаводское дерби
- ХК «Торпедо» (Нижний Новгород) против ХК «Лада» (Тольятти)

Название дерби уходит корнями в историю клубов. Так как и Торпедо, и Лада изначально были хоккейными клубами при автомобилестроительных заводах: ГАЗ и АвтоВАЗ соответсвенно.

### Медовое побоище
- ХК «Локомотив» (Ярославль) против ХК "Салават Юлаев" (Уфа).

Концепция дерби появилась в сезоне 2024/2025 и основывалась на том факте, что одним из главных символов Башкирии является мёд, а символом Ярославля - медведь. Идея любви медведей к меду и послужила основанием для создания дерби, которое организовал титульный партнер КХЛ - компания FONBET. Главным трофеем дерби стал бочонок мёда, который по итогам двух матчей в сезоне 2024/2025 достался "Салавату Юлаеву" - оба раза уфимский клуб победил в овертайме с одинаковым счетом (3:2).
«Я считаю, что это хорошая идея с антуражем вокруг “Медового побоища”. Во-первых, это дополнительный интерес со стороны разных регионов, во-вторых, надеюсь, эти майки будут продаваться, плюс привезли маскотов, красивое шоу было с бочкой меда»,— подвел итог противостояния главный тренер «Салавата Юлаева» Виктор Козлов.